# Careproctus ambustus
Careproctus ambustus — вид скорпеноподібних риб родини ліпарисових (Liparidae). Описаний у 2020 році. Раніше представників виду помилково відносили до виду Careproctus melanurus.

## Поширення
Вид поширений на півночі Тихого океану від узбережжя Японії до Британської Колумбії. Трапляється на глибині від 52 до 1172 м.

## Опис
Риба завдовжки до 20 см. Тіло червоного або рожевого забарвлення з чорним хвостовим плавцем.